# Reposadero de la barca

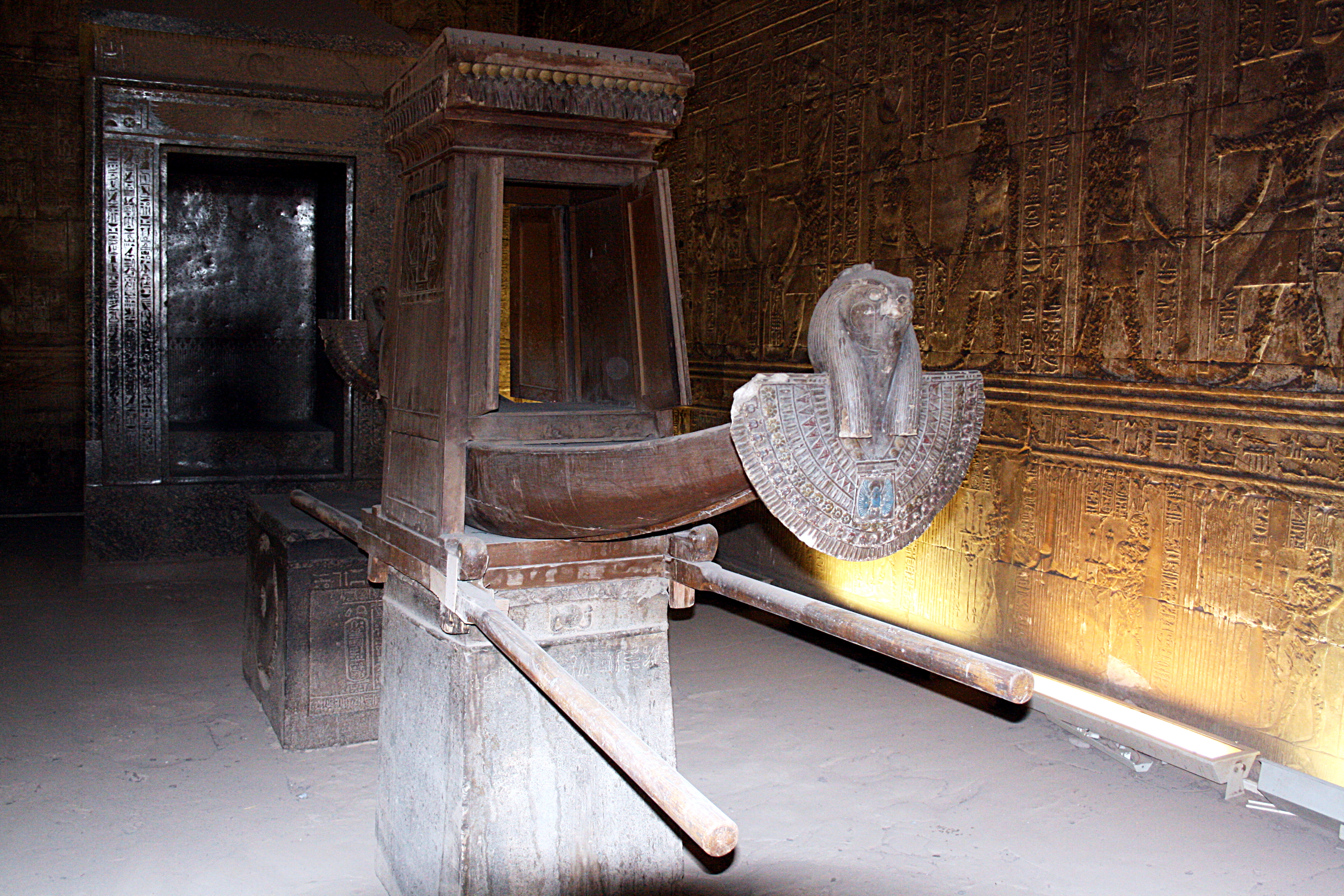
Capilla de la barca sagrada de Horus en el santuario del templo de Edfu.

El reposadero de la barca es el lugar de descanso de las embarcaciones sagradas en el Antiguo Egipto, cuando se trasladaban de un punto a otro a lo largo de sus recorridos procesionales, y donde se realizaban diferentes ritos. Durante las principales fiestas religiosas, los reposaderos albergaban temporalmente la barca portátil que contenía la estatua del dios o rey.
También es la capilla de la barca ritual, una sala rectangular alargada con una base de piedra para colocar las barcas. Estaba situada en el edificio religioso principal, en el eje procesional, en el interior del naos. Esta sala o salas, donde se situaban el dios o los dioses  formaban el jem sejem ("el lugar que no debe conocerse") y allí se situaba la capilla o capillas de la barca. La capilla se reconocía por el programa pictórico que representaba la barca de los dioses. En ocasiones estaba dividida en dos partes y solía abrirse a la zona de la mesa de sacrificios.
Inicialmente, la capilla tenía un baldaquino de madera, pero en los templos más grandes se hacía en piedra y se construía con mampostería. Por ejemplo, en la Capilla Roja (Karnak), la capilla de la barca de Filipo III de Macedonia, también en Karnak, la de Alejandro Magno en Luxor, el templo de Seti I en Abidos, así como en Edfu y Dendera.
En los templos ptolemaicos, la capilla de la barca estaba separada al fondo por una galería. Los templos más grandes tenían varias capillas.